# Hieracium lachenalii
Hieracium lachenalii é uma espécie de planta com flor pertencente à família Asteraceae. 
A autoridade científica da espécie é CC.Gmel., tendo sido publicada em Flora Badensis Alsatica 3: 822. 1808.

## Portugal
Trata-se de uma espécie presente no território português, nomeadamente em Portugal Continental.
Em termos de naturalidade é nativa da região atrás indicada.

## Protecção
Não se encontra protegida por legislação portuguesa ou da Comunidade Europeia.